# Schützen-Quadrille
Schützen-Quadrille (Quadrille de tir) est un quadrille des trois frères Johann, Josef et Eduard Strauss. La pièce est créée le 28 juillet 1868 au Volksgarten de Vienne.

## Histoire
L'œuvre commune des trois frères Strauss est créée à l'occasion de la Troisième fusillade fédérale allemande à Vienne. C'est un grand festival auquel participent des clubs de tir de toute l'Europe. Josef Strauss compose les deux premières parties de l'œuvre. Eduard écrit la partie médiane avec les mouvements trois et quatre, tandis que Johann contribue à la cinquième partie et au finale de la composition. La première est réalisée par plusieurs groupes, qui réunissent environ 200 musiciens sur scène. Avec la valse Trifolien de 1865, cette œuvre est la deuxième et dernière composition collaborative des trois frères Strauss.

## Durée
Sa durée d'exécution est de 6 minutes et 2 secondes. Elle peut varier selon l'interprétation musicale du chef d'orchestre.

## Postérité
- La pièce est jouée lors du célèbre concert du nouvel an à Vienne : en 1970 (Willy Boskovsky) et 1995 (Zubin Mehta).